# 만민법 (롤스)
《만민법》(영어: The Law of Peoples)은 미국의 철학자인 존 롤스의 국제 관계에 관한 저서이다. 1993년에 단편 논문(1993: Critical Inquiry, no.20)으로 처음 출판된 이 책은 1999년에 확장되어 또 다른 에세이 "재검토된 공익적 이성"과 합쳐져 장편 책이 되었다. 국제 정치에서 롤즈의 기본적인 차이점은 그가 선호하는 민족 사회에 대한 강조는 국가 간의 관계에 기반을 둔 국제 정치에 대한 보다 전통적인 논의와 분리되어 있다는 것이다. 그것은 "만민법의 내용이 내가 정의를 공정성 이라고 부르는 개념과 유사하지만 그보다 더 일반적인 정의 에 대한 자유주의적 개념에서 어떻게 발전될 수 있는지"를 보여주려는 시도이다.
시민은 세 가지 기능을 공유한다 : 정부의 공통 시스템 ; 존 스튜어트 밀 이 '공통의 동정심'이라고 부른 것; 그리고 도덕적 본성이다. 만민법은 자유주의적 외교 정책의 일부로 간주되지만 롤스가 말하는 민족은 반드시 자유주의적이지는 않다. '적절한 위계적 민족'도 만민법의 당사자로 등장하지만 '부담이 큰 사회', '무법 국가' 및 '자애로운 절대주의'는 그렇지 않다. 롤즈가 자유주의에 필수 불가결한 것으로 간주하는 개념인 관용의 개념은 '적절한 계층적 민족'의 포함을 요구한다. 부분적으로, 만민법은 자유주의 사회의 국제적 관용이 합리적으로 어디까지 확장될 것으로 기대할 수 있는지 보여주려는 시도이다.